# Fausto Vera
Fausto Mariano Vera, född 26 mars 2000, är en argentinsk fotbollsspelare som spelar för Argentinos Juniors.

## Klubbkarriär
Vera debuterade för Argentinos Juniors i Primera División de Argentina den 12 november 2018 i en 2–1-förlust mot CA Tigre, där han blev inbytt i halvlek mot Ignacio Méndez.

## Landslagskarriär
I juni 2021 blev Vera uttagen i Argentinas trupp till olympiska sommarspelen 2020 i Tokyo.